# Carl Latann
Carl Latann, född 28 juli 1840 i Klein-Leinungen i Thüringen, död 15 oktober 1888 i Freienwalde nära Berlin, var en tysk kompositör och militärmusiker och chef för det första Marinmusikkåren. 

## Kompositioner
- Admiral Stosch Marsch, i Sverige använd som Kronobergs regementes marsch
- Frei weg!
- Schuterij-Parade
- Frühlingsgrüße
- Mit frischem Mut
- Schützenmarsch
- Leicht zu Fuß
- Souvenir de Belle-Alliance
- Vorwärts immer - Rückwärts nimmer!
- Dernier-Salut
- Rendezvous-Marsch